# Язвицево (Любимский район)
Язвицево — деревня в Любимском районе Ярославской области.
С точки зрения административно-территориального устройства входит в состав Воскресенского сельского округа. С точки зрения муниципального устройства входит в состав Воскресенского сельского поселения.

## География
Находится в пределах центральной части Московской синеклизы Восточно-Европейской (Русской) платформы,
у региональной автодороги 78K-0012, на берегу река Мымра.

### Климат
Климат характеризуется как умеренно-континентальный с умеренно-теплым влажным летом, умеренно-холодной зимой и ярко выраженными сезонами весны и осени. Среднегодовая температура — +3,2°С. Средняя температура самого тёплого месяца (июля) — +18,2°С; самого холодного месяца (января) — −11,7°С. Абсолютный максимум температуры — +34°С; абсолютный минимум температуры — −35°С.

## История
Упоминается в книге «Ярославская губерния. Список населённых мест по сведениям 1859 года».
В годы Великой Отечественной войны деревня входила в колхоз «8 марта».

## Население
Население по состоянию на 2010 год — 24 чел., по состоянию на 2002 год — 7 чел. (все русские), по состоянию на 1989 год — 50 чел., по состоянию на 1859 год — 78 чел. (33 мужчины, 45 женщин, 25 дворов).

## Инфраструктура
Личное подсобное хозяйство с зоной сельскохозяйственного использования, индивидуальная застройка усадебного типа.

## Транспорт
Автобусное сообщение с райцентром. Остановка общественного транспорта «Язвицево».

## Топографические карты
- Лист карты O-37-058.